# Ферус Мустафов
Ферус Мустафов (на македонска литературна норма: Ферус Мустафов) е северномакедонски саксофонист и кларинетист.
Роден е на 20 декември 1950 година в Щип в циганско семейство на музикант. Учи в музикално училище, но не го завършва, започвайки да работи като професионален музикант. След военната си служба се установява в Сараево, където придобива известност в бума на етнопоп музиката през 70-те години.